# Port lotniczy Al-Kamiszli
Port lotniczy Al-Kamiszli (IATA: KAC, ICAO: OSKL) – port lotniczy położony w Al-Kamiszli, w muhafazie Al-Hasaka, w Syrii.

## Linie lotnicze i połączenia
| Linia Lotnicza      | Kierunek              |
| ------------------- | --------------------- |
| Cham Wings Airlines | 1. Bejrut 2. Damaszek |
| Syrian Air          | 1. Damaszek           |